# Gogó da Ema (Belford Roxo)
Gogó da Ema é uma favela localizada em Belford Roxo, no Rio de Janeiro. 
Em 2019, a comunidade se sagrou campeã da Taça das Favelas. 
É famosa por ser o lugar onde o cantor e compositor Seu Jorge nasceu.

## Criminalidade
O local é objeto de disputas territoriais entre quadrilhas armadas de criminosos do Rio de Janeiro, nomeadamente com o envolvimento dos grupos Amigos dos Amigos e Comando Vermelho. Moradores da favela relataram à imprensa que traficantes de drogas oriundos da Rocinha, favela na capital fluminense, ingressaram no Gogó da Ema em fuga após a instalação de Unidade de Polícia Pacificadora.
1. 1 2  Guerra do tráfico deixa 6 mortos em Belford Roxo Estadao.com
2. ↑  http://smctbr.blogspot.com/2011/12/lista-de-bairros-do-municipio-de.html